# Rościszewo
Rościszewo è un comune rurale polacco del distretto di Sierpc, nel voivodato della Masovia.
Ricopre una superficie di 115,08 km² e nel 2007 contava 4 405 abitanti.